# ساگیناو (آلاباما)
ساگیناو (به انگلیسی: Saginaw) یک منطقهٔ مسکونی در ایالات متحده آمریکا است که در شهرستان شلبی، آلاباما واقع شده‌است.